# Heinrich Wilhelm Emminghaus

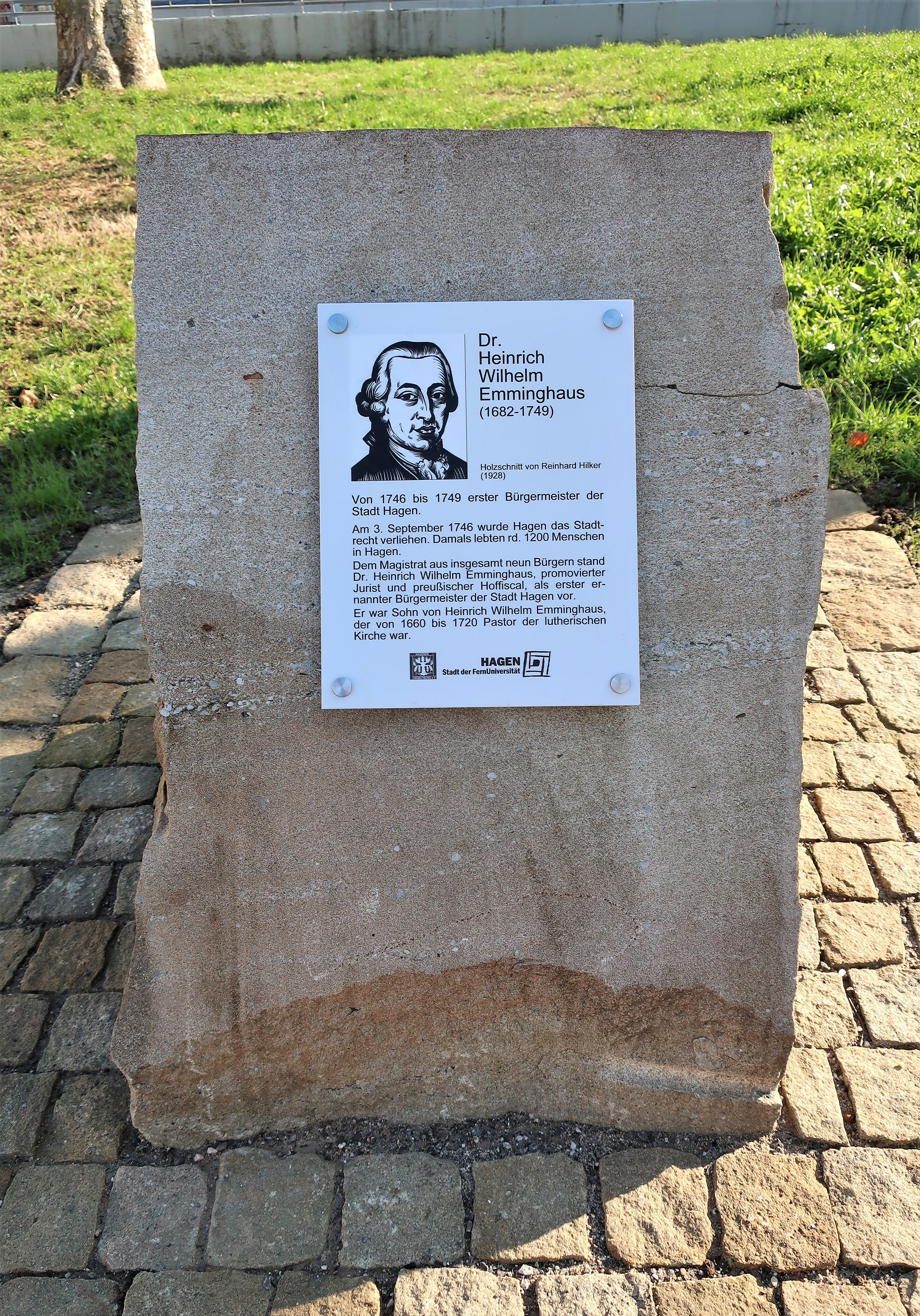
Gedenkstein für Heinrich Wilhelm Emminghaus an der Johanniskirche

Heinrich Wilhelm Emminghaus (* 24. April 1682 in Hagen; † 11. September 1749 ebenda) war der erste Bürgermeister der Stadt Hagen.

## Leben
Heinrich Wilhelm Emminghaus wurde am 24. April 1682 als Sohn des lutherischen Pastors Heinrich Wilhelm Emminghaus (1638–1720) und Magdalena Katharina, geb. Rodtberg (1646–1717) in Hagen (Westfalen) geboren. Am 13. Juli 1718 heiratete er Juliana Krupp (1699–1776) in Essen. Aus der Ehe gingen neun Kinder hervor:
- Heinrich Theodor von Emminghaus (1719–?)
- Anna Helena Emminghaus (1720–1725)
- Arnold Ludwig Emminghaus (1724–1730)
- Johann Georg Emminghaus (1728–1759)
- Friedrich Wilhelm Emminghaus (1730–1764)
- Maria Sophia Elisabeth Emminghaus (1733–1783)
- Ludwig Gottfried Emminghaus (1735–1799)
- Heinrich Arnold Emminghaus (1737–1773)
- Karl Johann Konrad Emminghaus (1739–1746)

Viele der Kinder Emminghaus’ verstarben bereits im jugendlichen Alter.
Er starb am 11. September 1749 im Alter von 67 Jahren in seiner Geburtsstadt. Am 17. September fand sein Begräbnis statt.
Anfang September 2022 wurde nach ihm ein Teil des Johanniskirchplatzes (der eigentliche Marktplatz) in Bürgermeister-Dr.-Emminghaus-Platz umbenannt und dort ein Gedenkstein für ihn aufgestellt. Auf die offizielle Adresse hat dies keinen Einfluss.

## Tätigkeiten
Emminghaus war promovierter Jurist und trug somit den Titel Dr. jur. und übte die Berufe Hoffiskal, Advokat, Richter und Bürgermeister aus.
Von 1746, als Hagen das Stadtrecht verliehen wurde, bis 1749 war er erster Bürgermeister der Stadt Hagen. Sein Familienwappen – eine goldene Lilie auf blauem Grund – zierte noch bis zum Ende des 19. Jahrhunderts das Hagener Stadtwappen. Nach der Verleihung von Stadtrechten an Hagen fehlte noch ein eigenes Rathaus, somit musste Emminghaus während seiner Amtszeit in dem kleinen Fachwerkhaus der Akzise am Markt die Stadt verwalten. Dort setzte er sich für einen Neubau der bei einem Brand beschädigten Johanniskirche und für die Eröffnung einer Lateinschule ein.